# Meruzalka nádherná

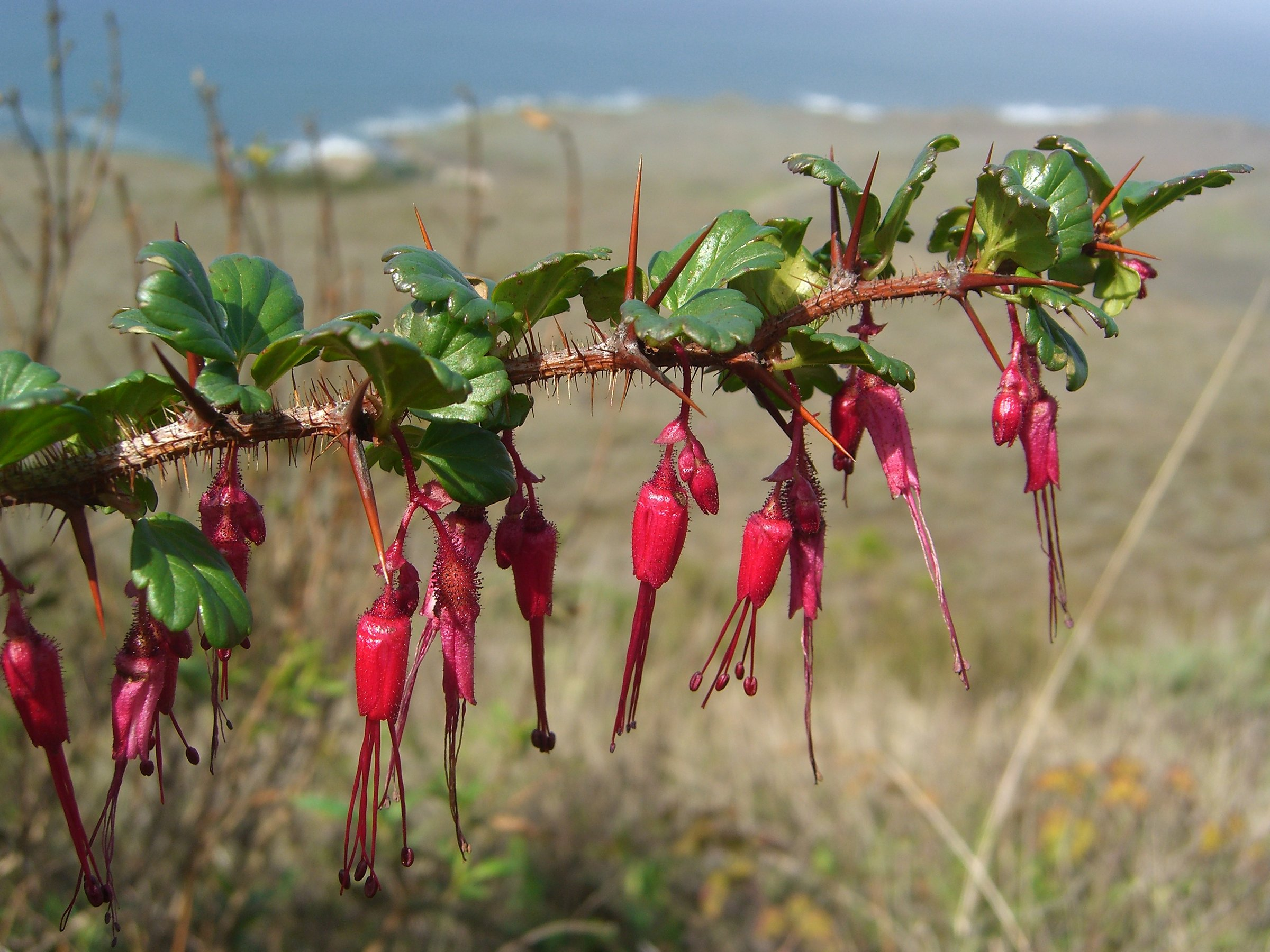
Větvička s květy, listy a trny

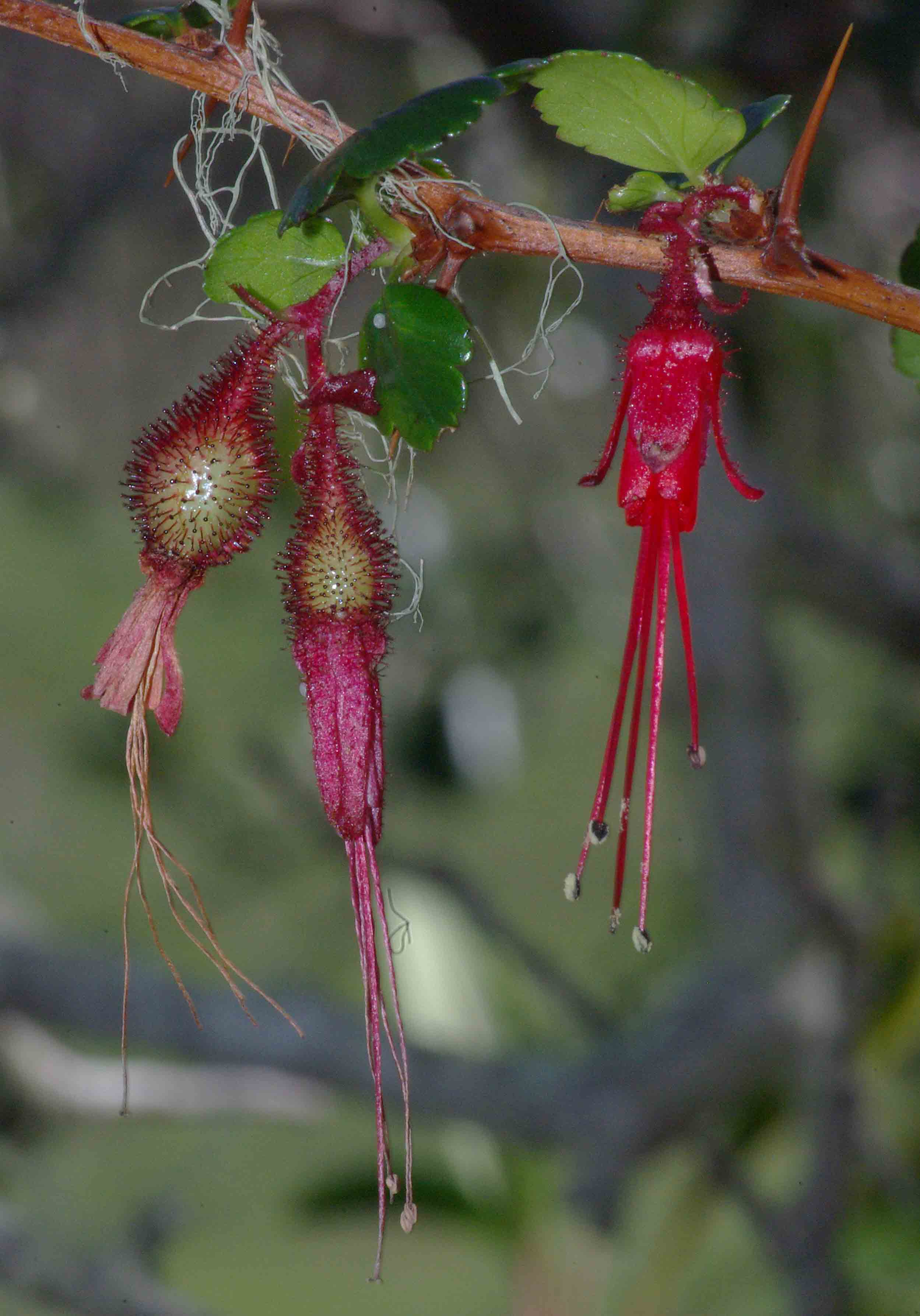
Vlevo vznikající plody, vpravo neopylený květ

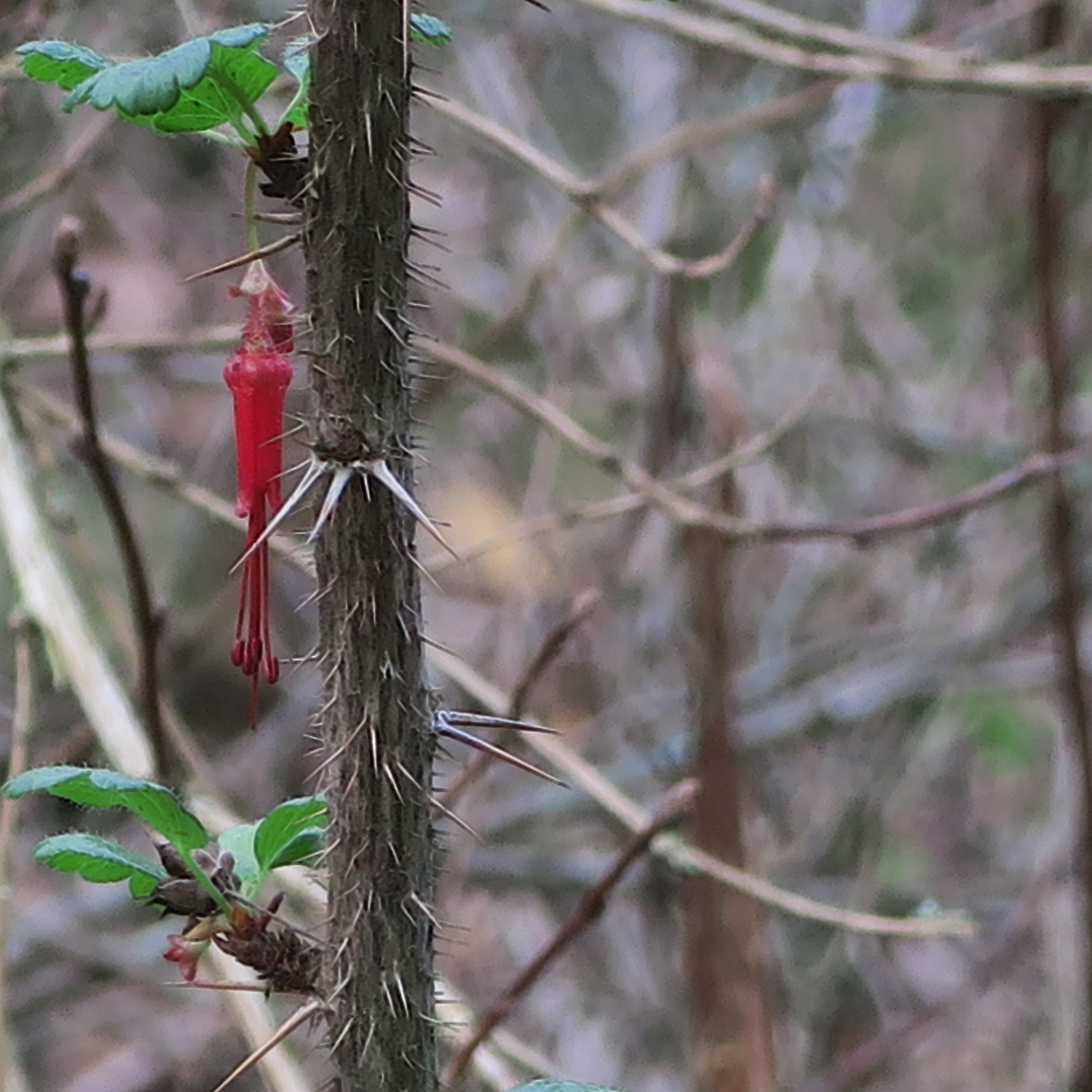
Část trnitého stonku

Meruzalka nádherná (Ribes speciosum) je rozložitý keř pěstovaný pro ozdobné, na jaře rozkvétající trubkovité květy visící z větví. Kvůli netypickému tvaru a barvě bývá ve své domovině nazývána „fuchsiově kvetoucí angrešt“ (fuchsia flowering gooseberry). Na vlhčích stanovištích je celoročně stálezelená, na suchých bývá v létě opadavá.

## Rozšíření
Dřevina pochází a stále přirozeně roste na jihozápadě Severní Ameriky, v Kalifornii ve Spojených státech amerických a v nevelké, na jihu přiléhající oblasti Mexika. Roste v pohoří souhrnně nazývaném Kalifornské pobřežní pásmo, nejvíce se vyskytuje z kalifornského okresu Monterey přes San Diego, podhůří kolem San José až na sever mexického Kalifornského poloostrova. Vyskytuje se převážně na vlhčí západní, k Tichému oceánu přivracené straně hor.

## Ekologie
Vyrůstá přirozeně v tamním chaparralu, suchomilné křovinné vegetaci s převahou šalvějí, kde místy vytváří takřka neprostupné houštiny. Vyskytuje se do nadmořské výšky přes 2000 m. Roste na plném slunci nebo v polostínu na mírně vlhčích místech, jako jsou severně a východně orientované svahy, horská úpatí nebo na místech v blízkosti horských toků. Ke zdárnému růstu potřebuje dobře propustnou půdu v širokém rozmezí hodnoty pH, od 4 po 8, která může být písčitá až drobně kamenitá, nejlépe meruzalce nádherné prospívá zemina s obsahem humusu. Při poklesu teploty pod -10 °C dřevina uhyne.
Listy rostliny jsou v období dostatku vláhy jasně zelené a s letním vysycháním půdy se jejich zbarvení mění na tmavě zelené a později dokonce opadávají. Krásná rostlina se tak na druhou polovinu roku změní v hromadu hustě propletených suchých klacků a trnů. Na stanovištích s celoročním dostatkem mírné vláhy, například v zahradách s řídkou zálivkou, listy neopadají. S nástupem vlhčího období, obvykle od ledna do května, se objevují tmavě červené fuchsiovité květy, které bývají opylovány kolibříky, motýly či jiným hmyzem, kterým rostlina poskytuje pyl i nektar. Koncem léta se z květů vyvinou červené bobule, které postupně opadají.

## Popis
Keř bývá vysoký 2 až 3 m a stejně tak i široký, rozložitě rostoucí větve i letorosty jsou zprvu světle šedohnědé, později tmavnou. Stonky hustě porůstají tvrdými štětinami a v každé uzlině je dvojice až trojice ostrých trnů dlouhých 1 až 2 cm. Jsou nepravidelně porostlé krátce řapíkatými listy, kožovité čepele dlouhé 1 až 3,5 cm jsou okrouhlé nebo mělce tří až pětilaločné, bázi mají klínovitou, po obvodě jsou zubaté a oboustranně lysé.
Převislé květy vyrůstají jednotlivě nebo ve dvou až čtyřkvětých květenstvích, hroznech. Květenství bývají delší než listy, vyrůstají z 5mm, široce vejčitých listenů na stopkách dlouhých asi 1 cm. Květy jsou oboupohlavné s rozšiřující se červenou kuželovitou češulí. Čtyři kališní lístky jsou žláznaté, dlouhé až 10 mm, červené, páskované, vzpřímené a jsou stočené do trubičky. Korunní lístky jsou také čtyři, červené a podobně velké, jsou srostlé a okraje mají dovnitř stočené. Čtyři tyčinky bývají dlouhé zhruba 4 cm, z květů daleko vyčnívají a jejich nitky jsou zakončené oválnými, fialovými nebo červenými prašníky. Hustě žláznatý semeník nese až 4 cm dlouhou čnělku s bliznou.
Z opyleného květu se vyvine plod, což je oranžově červená, dužnatá, vejčitá bobule velká asi 1 cm. Na povrchu je hustě žláznatě štětinatá, na vrcholu má suchý zbytek po vytrvalém kalichu a obsahuje četná semena. Plody jsou voňavé, poživatelné, ale lidé je obvykle nekonzumují.
Rostlinu lze rozmnožovat semeny, která mají dobrou životaschopnost. Vysévají se na podzim do studeného pařeniště, kde obvykle na jaře vyklíčí. Obdobně lze k množení řízkováním využít i dřevnatých letorostů. Na trvalé stanoviště se sazenice přesazují asi ve dvou létech.

## Využití
Meruzalka nádherná se vysazuje jako okrasná rostlina na záhony v parcích a zahradách, na místa s dostatkem slunečního svitu a vzdálena od chodníků natolik, aby nemohla uškodit svými trny. Je vhodná na neprostupné živé ploty a zástěny v zahradách. Protože se keř samovolně zahušťuje, doporučuje se pravidelné prořezávání, při kterém se odstraňují suché a poškozené stonky a udržuje požadovaná velikost a tvar keře. Plody jsou oblíbenou potravou pro ptáky a drobné savce v průběhu zimního období, kteří v plodech zkonzumovaná semena trusem rozšiřují do okolí. Husté trnité keře samy o sobě poskytují četná vhodná místa k hnízdění ptáků i úkryty pro drobné živočichy, naopak odrazují býložravce před spásáním zelených částí.